# Macrothemis hahneli
Macrothemis hahneli – gatunek ważki z rodziny ważkowatych (Libellulidae). Występuje na terenie Ameryki Południowej.